# Biblijski izvještaj o stvaranju
Biblijski izvještaj o stvaranju je židovsko-kršćanski mit o stvaranju svemira i živih bića u dva dijela, a nalazi se u Knjizi postanka, dijelu Tore, koja je dio Biblije u kršćanstvu.
Ovaj „izvještaj” posuđuje teme iz mezopotamske mitologije, no u skladu je s monoteističkim židovskim shvaćanjem boga Jahve, koji je ujedno i kršćanski Bog.
U prvome dijelu izvještaja, Jahvu se naziva Elohim, što može značiti „bogovi”, ali i „bog”, ovisno o kontekstu i tumačenju. U drugom se dijelu izvještaja koristi ime Božje Jahve.
Neki židovi i kršćani smatraju da je ovaj izvještaj samo simboličan te da ga ne treba shvatiti doslovce, dok većina fundamentalista vjeruje da ovo izvješće treba gledati kao opis stvarnih događaja. U kreacionizmu su iznijete i hipoteze koje dodatno objašnjavaju značenje izvještaja.

## Stvaranje svijeta i živih bića
Biblijski pisac opisuje kako je Bog šest dana stvarao svijet.
U prvom poglavlju Postanka piše:
„U početku stvori Bog nebo i zemlju. Zemlja bijaše pusta i prazna; tama se prostirala nad bezdanom i duh Božji lebdio je nad vodama.”
Potom se opisuju dani stvaranja.

### Prvi dan
„I reče Bog: »Neka bude svjetlost!« I bi svjetlost. I vidje Bog da je svjetlost dobra; i rastavi Bog svjetlost od tame. Svjetlost prozva Bog dan, a tamu prozva noć. Tako bude večer, pa jutro – dan prvi.”
Moći svog glasa Jahve stvara svemir, što se može usporediti s motivom iz drevne egipatske religije, pogotovo s bogom Ptahom i jednim egipatskim mitom o nastanku svemira. Bog je tu uspoređen s kraljem, čija je riječ mjerodavna. 

### Drugi dan
„I reče Bog: »Neka bude svod posred voda da dijeli vode od voda!« I bi tako. Bog načini svod i vode pod svodom odijeli od voda nad svodom. A svod prozva Bog nebo. Tako bude večer, pa jutro – dan drugi.”
Taj svod (hebrejski rāqîa‘) zvan nebo zamišljen je kao čvrsta tvar (u stvarnosti, nebo fizički ne postoji). Nebo je za biblijskog pisca golema kupola na koju su stavljena nebeska tijela. (U babilonskom su mitu nebesa načinjena od dragog kamenja, a u drevnom Egiptu nebo je bila božica Nut, majka zvijezda.)

### Treći dan
„I reče Bog: »Vode pod nebom neka se skupe na jedno mjesto i neka se pokaže kopno!« I bi tako. Kopno prozva Bog zemlja, a skupljene vode mora. I vidje Bog da je dobro. I reče Bog: »Neka proklija zemlja zelenilom – travom sjemenitom, stablima plodonosnim, koja, svako prema svojoj vrsti, na zemlji donose plod što u sebi nosi svoje sjeme.« I bi tako. I nikne iz zemlje zelena trava što se sjemeni, svaka prema svojoj vrsti, i stabla koja rode plodovima što u sebi nose svoje sjeme, svako prema svojoj vrsti. I vidje Bog da je dobro. Tako bude večer, pa jutro – dan treći.”
Treći dan se napokon pokazala Zemlja, zamišljena kao ravna i okrugla ploča.

### Četvrti dan
„I reče Bog: »Neka budu svjetlila na svodu nebeskom da luče dan od noći, da budu znaci blagdanima, danima i godinama, i neka svijetle na svodu nebeskom i rasvjetljuju zemlju!« I bi tako. I načini Bog dva velika svjetlila – veće da vlada danom, manje da vlada noću – i zvijezde. I Bog ih postavi na svod nebeski da rasvjetljuju zemlju, da vladaju danom i noću i da rastavljaju svjetlost od tame. I vidje Bog da je dobro. Tako bude večer, pa jutro – dan četvrti.”
Većina učenjaka se slaže da je biblijski pisac izbjegao riječi „Sunce” i „Mjesec” kako bi pobio vjerovanje da su ta nebeska tijela božanstva.

### Peti dan
„I reče Bog: »Nek’ povrvi vodom vreva živih stvorova, i ptice nek’ polete nad zemljom, svodom nebeskim!« I bi tako. Stvori Bog morske grdosije i svakovrsne žive stvorove što mile i vrve vodom i ptice krilate svake vrste. I vidje Bog da je dobro. I blagoslovi ih govoreći: »Plodite se i množite i napunite vode morske! I ptice neka se namnože na zemlji!« Tako bude večer, pa jutro – dan peti.”
U mitologiji Mezopotamije, bog stvoritelj se mora boriti s čudovištima iz vode; u Postanku se koristi riječ tannin, koja je prevedena kao „morske grdosije“. Ta su bića vjerojatno čudovišta Rahaba i Levijatan.

### Šesti dan
„I reče Bog: »Neka zemlja izvede živa bića, svako prema svojoj vrsti: stoku, gmizavce i zvjerad svake vrste!« I bi tako. I stvori Bog svakovrsnu zvjerad, stoku i gmizavce svake vrste. I vidje Bog da je dobro.
I reče Bog: »Načinimo čovjeka na svoju sliku, sebi slična, da bude gospodar ribama morskim, pticama nebeskim i stoci – svoj zemlji – i svim gmizavcima što puze po zemlji!«
Na svoju sliku stvori Bog čovjeka,
na sliku Božju on ga stvori,
muško i žensko stvori ih.
I blagoslovi ih Bog i reče im: »Plodite se, i množite, i napunite zemlju, i sebi je podložite! Vladajte ribama u moru i pticama u zraku i svim živim stvorovima što puze po zemlji!« I doda Bog: »Evo, dajem vam sve bilje što se sjemeni, po svoj zemlji, i sva stabla plodonosna što u sebi nose svoje sjeme: neka vam budu za hranu! A zvijerima na zemlji i pticama u zraku i gmizavcima što puze po zemlji u kojima je dah života – neka je za hranu sve zeleno bilje!« I bi tako. I vidje Bog sve što je učinio, i bijaše veoma dobro. Tako bude večer, pa jutro – dan šesti.”

### Sedmi dan
„Tako bude dovršeno nebo i zemlja sa svom svojom vojskom. I sedmoga dana Bog dovrši svoje djelo koje učini. I počinu u sedmi dan od svega djela koje učini. I blagoslovi Bog sedmi dan i posveti, jer u taj dan počinu od svega djela svoga koje učini.
To je postanak neba i zemlje, tako su stvarani.”
U drevnim mitovima drugih naroda, odmor boga znači njegovo sigurno prebivanje u hramu; to je i odmaranje i aktivnost.

## Pogledajte također
- Elohim
- El
- Mezopotamska mitologija
- Adam i Eva